# Спилер-Кордо, Гарри Эдвард
Сэр Гарри Эдвард Спилер-Кордо (англ. Harry Edward Spiller Cordeaux; 15 ноября 1870, Пуна, Британская Индия  — 2 июля 1943, Лондон, Великобритания) — британский колониальный и государственный деятель, губернатор Багамских островов (1920—1926).

## Биография
Родился в семье Эдварда Кордо, который был судьей в Бомбее. Получил образование в Брайтон-колледже и Челтенхем-колледже. В 1892 г. окончил колледж Святого Иоанна в Кембридже, получив диплом бакалавра искусств.
В 1912 г. ему было присвоено воинское звание майора.
В 1898 г. он поступил на службу в Бомбейский политический департамент и в том же году был назначен помощником резидента в Бербере в Сомали. В 1900 г. был назначен вице-консулом в Бербере. В 1902—1906 гг. был консулом, в 1904—1906 гг. — заместителем комиссара Британского Сомали, в 1906—1910 гг. — комиссаром. Увлекся фауной Сомалиленда, впервые описал карликовую антилопу Кордо, которая теперь обычно рассматривается как подвид антилопы дикдик.
В 1910—1911 гг. — губернатор Уганды. Руководил строительством железной дороги от Джинджи до Какинду. В 1911—1920 гг. — губернатор острова Св. Елены. С началом Первой мировой войны ввел на острове чрезвычайное положение.
В 1920—1926 гг. — губернатор Багамских островов. В 1920 году он заложил первый камень в фундамент Верховного суда Багамских Островов. В 1923 году ему были предоставлены концессии на рубку соснового леса в Нью-Провиденсе, однако лицензия не приносила прибыли и была отозвана в 1930 г.
В период действия «Сухого закона в США» (1920—1933) резко возрос экспорт виски из Великобритании на Багамские острова. Доход вырос с 81 049 фунтов в 1919 г. до 1 065 899 фунтов в 1923 г. и оставался выше 500 000 фунтов в год до 1930 г. Выступая в Монреале, губернатор заявил, что торговля алкогольными напитками стала причиной роста экономики острова, в том числе дало возможность финансировать модернизацию гавани в Нассау.

## Награды и звания
- Рыцарь-Командор ордена Святых Михаила и Георгия
- Кавалер ордена Бани